# Pseudoceryx dohertyi
Pseudoceryx dohertyi är en fjärilsart som beskrevs av Rothschild 1910. Pseudoceryx dohertyi ingår i släktet Pseudoceryx och familjen björnspinnare. Inga underarter finns listade i Catalogue of Life.